# Larochette
Larochette (in lussemburghese: Fiels; in tedesco: Fels) è un comune del Lussemburgo centrale. Fa parte del cantone di Mersch, nel distretto di Lussemburgo. Si trova lungo il corso del fiume Ernz bianco. La città che dà il nome al comune è dominata da un castello.
Nel 2021, la città di Larochette, capoluogo del comune che si trova nella parte nord-orientale del suo territorio, aveva una popolazione di 1 702 abitanti. L'altra località che fa capo al comune è Ernzen.

## Galleria d'immagini

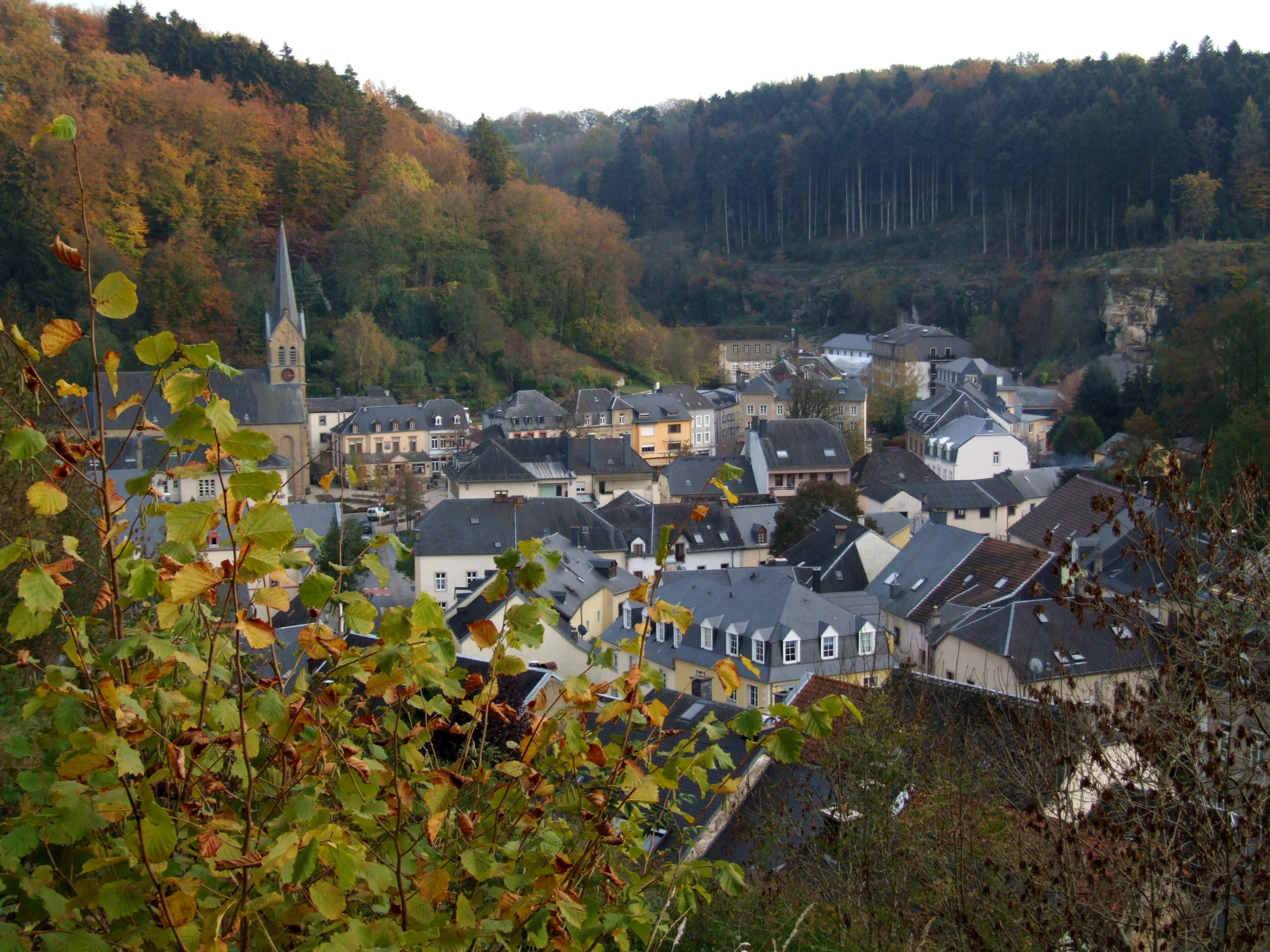
Veduta dell'abitato
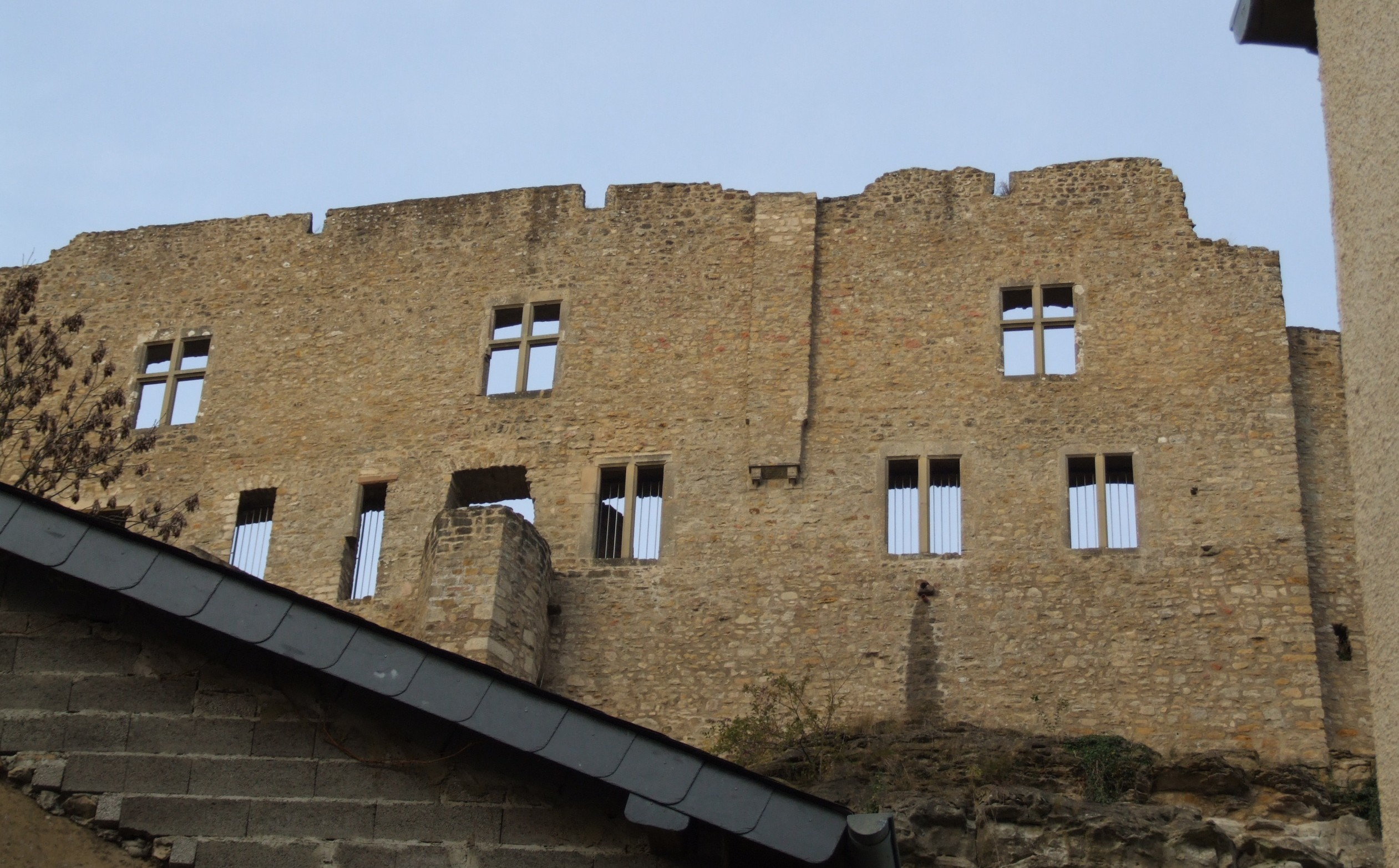
Il castello di Larochette
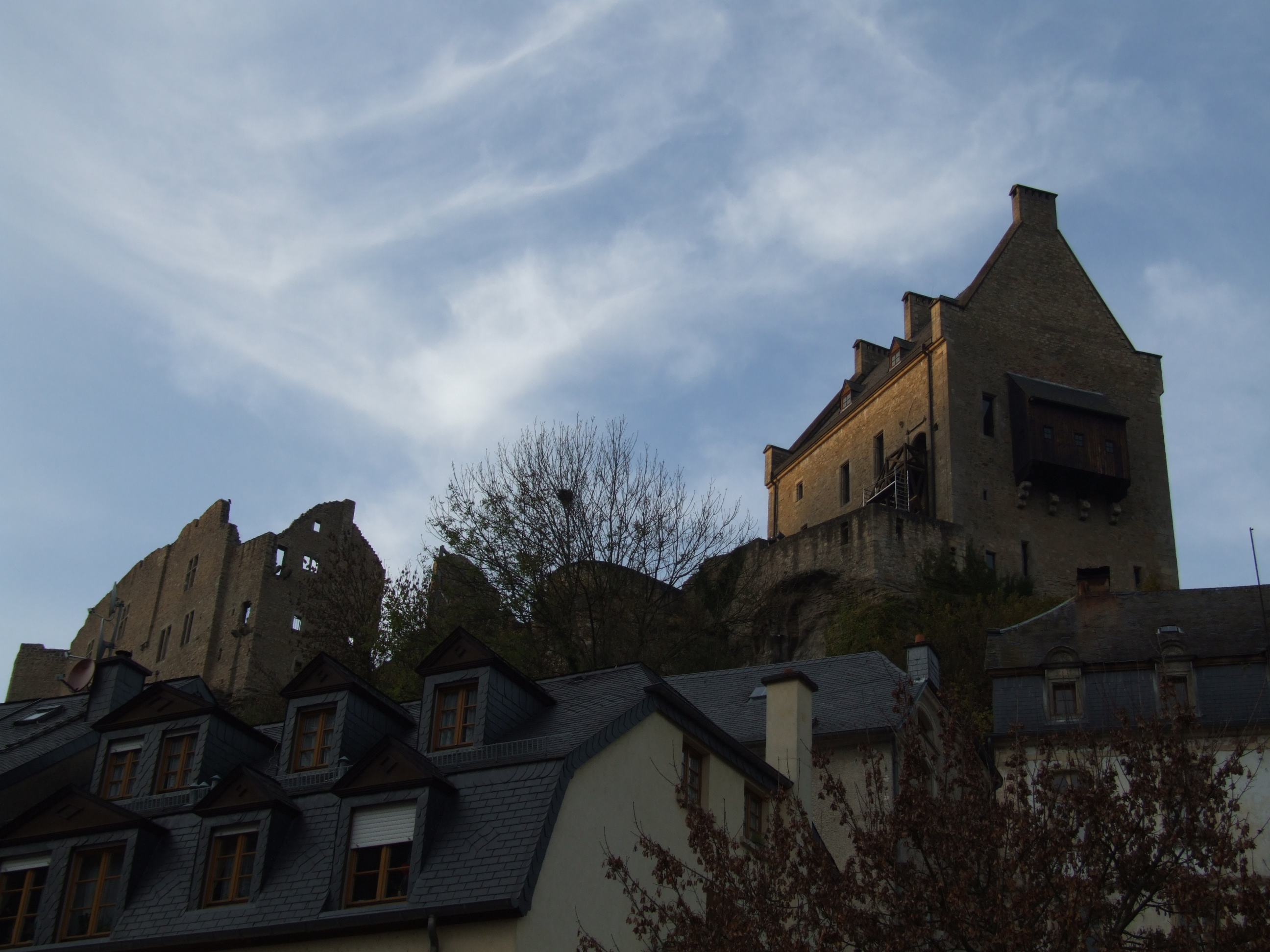
Il castello da un'altra angolazione